# (33736) 1999 NY36
1999 NY36 (asteroide 33736) é um asteroide da cintura principal. Possui uma excentricidade de 0.22245900 e uma inclinação de 7.62386º.
Este asteroide foi descoberto no dia 14 de julho de 1999 por LINEAR em Socorro.